# Herrmann Rudolf Wendroth

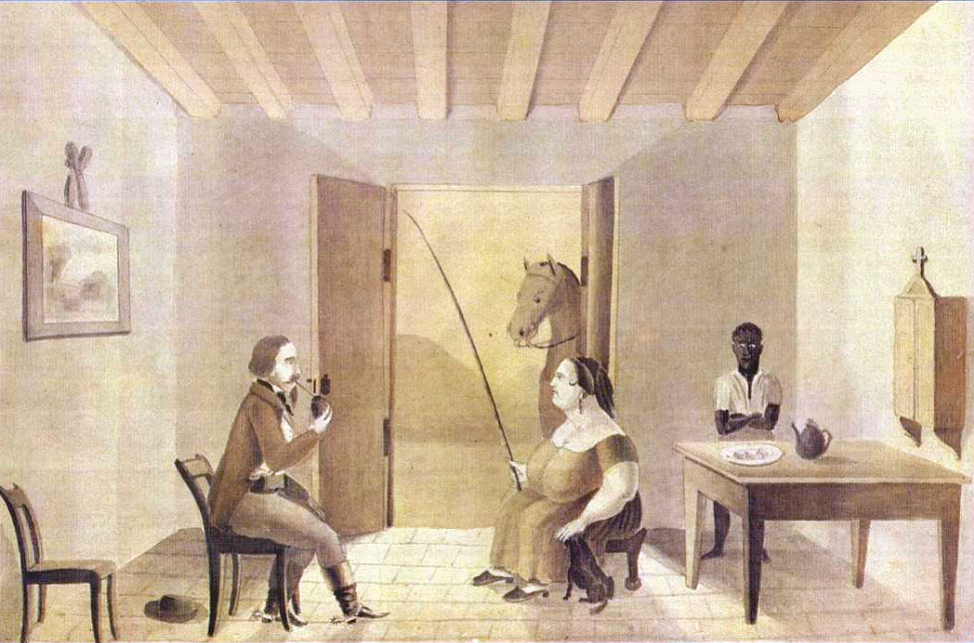
Cuadro Aventura con una brasileña de Wendroth.

Herrmann Rudolf Wendroth (Maguncia, siglo XIX - ?) fue un mercenario y artista plástico alemán que emigró a Brasil en 1851 y produjo importante documentación visual sobre la provincia de Río Grande del Sur.
Nació en Maguncia y en 1851 fue contratado por el gobierno imperial de Brasil para luchar en la guerra contra la Confederación Argentina, llegando a Río de Janeiro en el navío Hamburg y siendo incorporado a la Legión Alemana que sirvió en el sur del país, cuyos integrantes eran conocidos como brummers (en español: "gruñones"). Debido a necesidades militares, su traslado a Río Grande del Sur fue inmediato, llegando alrededor del 8 de agosto a Rio Grande, donde conoció a Carlos von Koseritz y fue arrestado por embriaguez, y luego se trasladó a Pelotas, donde fue detenido de nuevo por disturbios.
Debido a su falta de disciplina, no fue con las tropas al teatro de la guerra en Uruguay, pero por sus ilustraciones parece haber seguido parte del itinerario de la Legión Alemana por lo menos hasta Porto Alegre y Rio Pardo,pero el 20 de septiembre de 1851 ya había abandonado la Legión, dedicándose a una vida de aventurero errante. Más tarde viajó a Lavras do Sul, donde pasó algún tiempo explorando en busca de oro en las minas de la región. Allí elaboró un memorial sobre la geología y mineralogía del terreno, que envió al presidente de la provincia.
Desde allí siguió viajando por varias partes del interior. Desde su llegada, ilustró en esbozos, acuarelas y dibujos los tipos humanos locales, el paisaje urbano y el entorno natural con paisajes, plantas y animales característicos, produciendo el conjunto más importante de documentación visual de la provincia a mediados del siglo XIX. 
Murió en fecha y lugar desconocidos.